# Saint-Blin
Pour les articles homonymes, voir Blin.
Saint-Blin est une commune française située dans le département de la Haute-Marne, en région Grand Est.

## Géographie

### Localisation

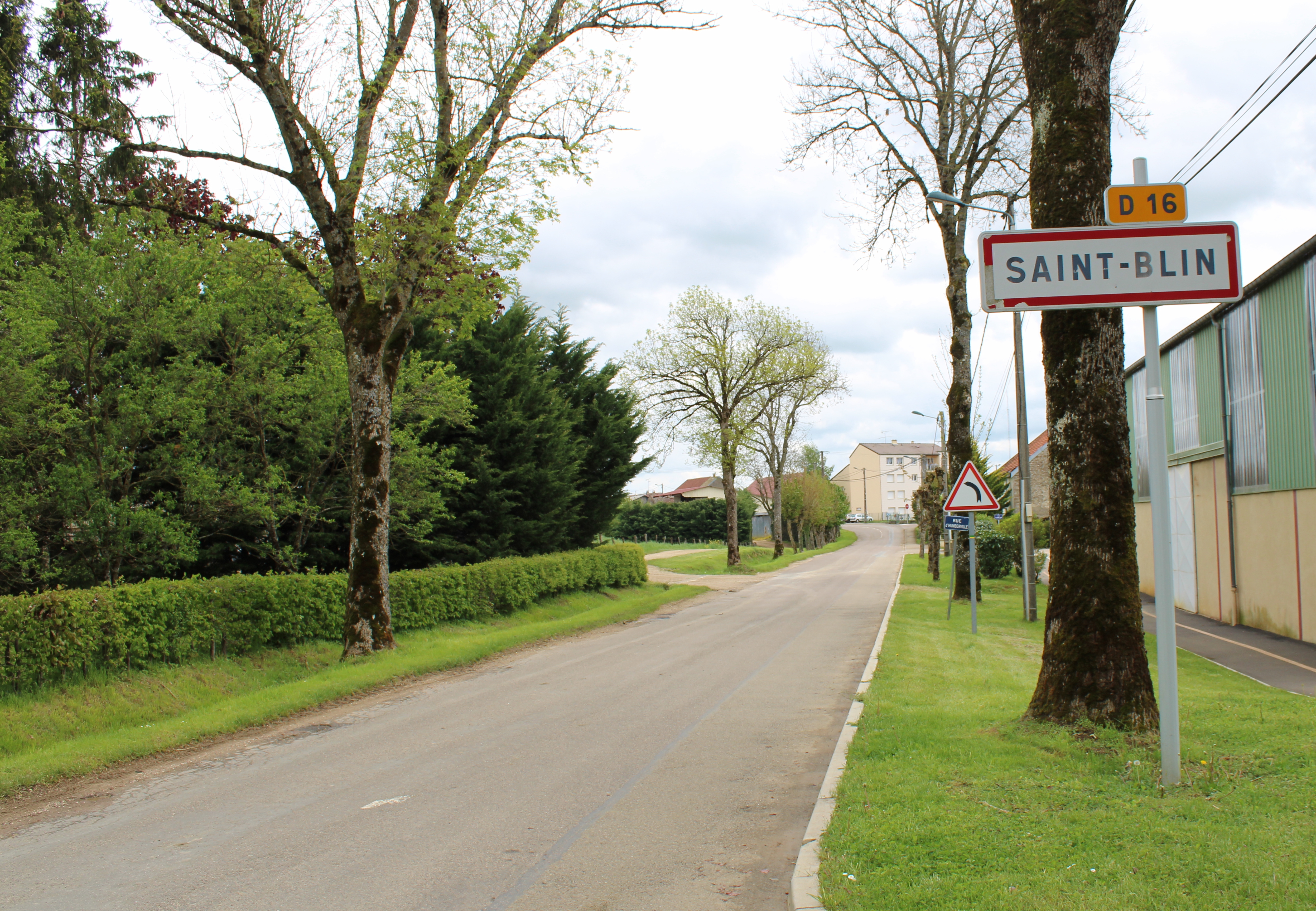
Entrée du village.

| - OpenStreetMap Limite communale. |

### Hydrographie
La commune est dans la région hydrographique « la Seine de sa source au confluent de l'Oise (exclu) » au sein du bassin Seine-Normandie. Elle est drainée par le cours d'eau 01 de Manois, le Fossé 01 de la Grand Vau, le Fossé 01 du Coteau de la Combe Tréfeu et le Fossé 01 du Petit Paradis,.

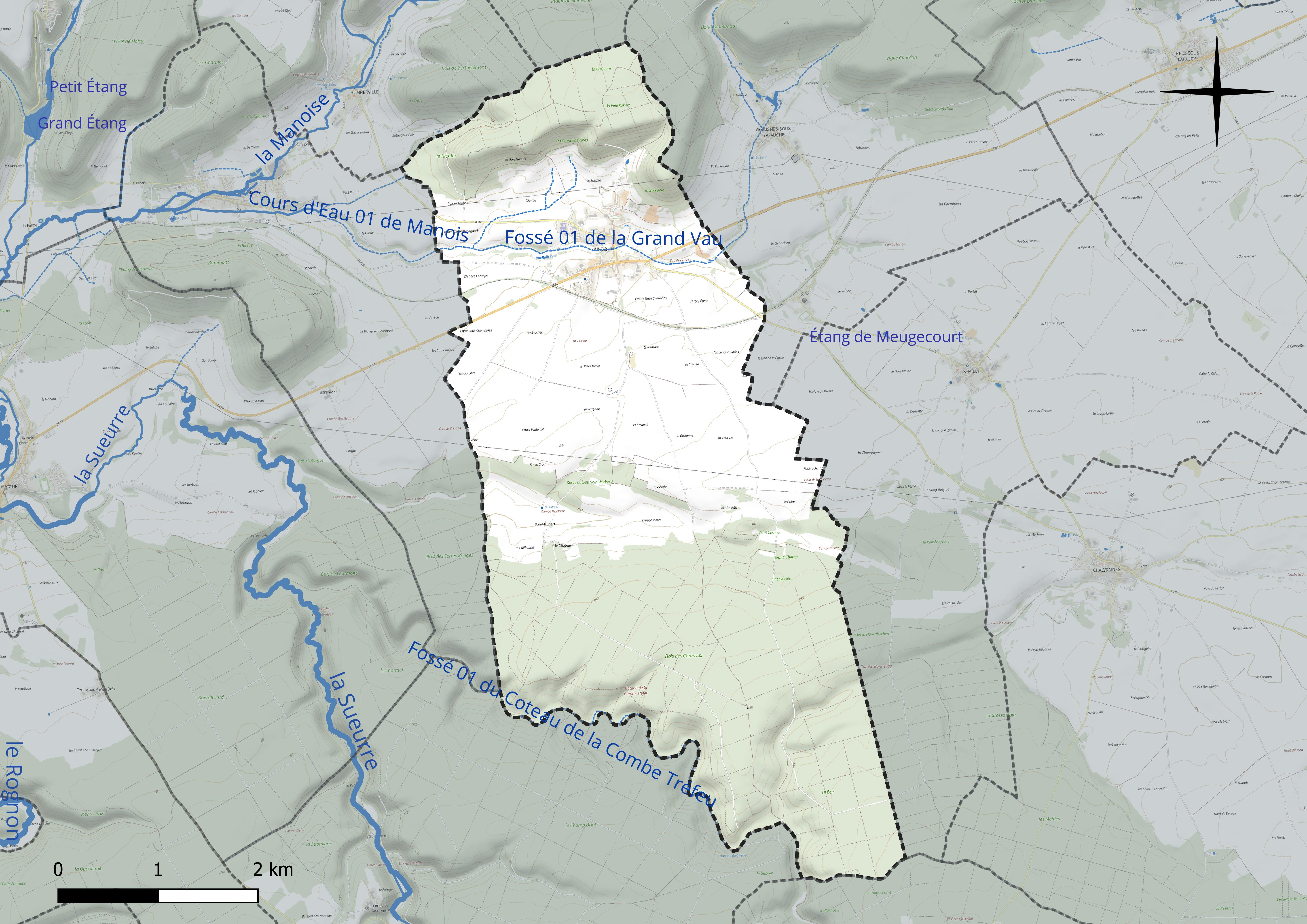
Réseau hydrographique de Saint-Blin.

### Climat
Pour des articles plus généraux, voir Climat du Grand Est et Climat de la Haute-Marne.
En 2010, le climat de la commune est de type climat de montagne, selon une étude du Centre national de la recherche scientifique s'appuyant sur une série de données couvrant la période 1971-2000. En 2020, Météo-France publie une typologie des climats de la France métropolitaine dans laquelle la commune est exposée à un climat océanique altéré et est dans la région climatique  Lorraine, plateau de Langres, Morvan, caractérisée par un hiver rude (1,5 °C), des vents modérés et des brouillards fréquents en automne et hiver. 
Pour la période 1971-2000, la température annuelle moyenne est de 9,6 °C, avec une amplitude thermique annuelle de 16,6 °C. Le cumul annuel moyen de précipitations est de 1 061 mm, avec 14 jours de précipitations en janvier et 9,8 jours en juillet. Pour la période 1991-2020, la température moyenne annuelle observée sur la station météorologique de Météo-France la plus proche, « Busson_sapc », sur la commune de Busson à 7 km à vol d'oiseau, est de 10,1 °C et le cumul annuel moyen de précipitations est de 1 085,5 mm. 
La température maximale relevée sur cette station est de 39,1 °C, atteinte le 25 juillet 2019 ; la température minimale est de −17,7 °C, atteinte le 5 janvier 1995,,. 
Les paramètres climatiques de la commune ont été estimés pour le milieu du siècle (2041-2070) selon différents scénarios d'émission de gaz à effet de serre à partir des nouvelles projections climatiques de référence DRIAS-2020. Ils sont consultables sur un site dédié publié par Météo-France en novembre 2022.

## Urbanisme

### Typologie
Au 1er janvier 2024, Saint-Blin est catégorisée commune rurale à habitat dispersé, selon la nouvelle grille communale de densité à sept niveaux définie par l'Insee en 2022.
Elle est située hors unité urbaine et hors attraction des villes,.

### Occupation des sols
L'occupation des sols de la commune, telle qu'elle ressort de la base de données européenne d’occupation biophysique des sols Corine Land Cover (CLC), est marquée par l'importance des forêts et milieux semi-naturels (53,6 % en 2018), une proportion identique à celle de 1990 (53,6 %). La répartition détaillée en 2018 est la suivante : 
forêts (50,8 %), terres arables (35,9 %), prairies (8,6 %), milieux à végétation arbustive et/ou herbacée (2,7 %), zones urbanisées (2 %). L'évolution de l’occupation des sols de la commune et de ses infrastructures peut être observée sur les différentes représentations cartographiques du territoire : la carte de Cassini (XVIIIe siècle), la carte d'état-major (1820-1866) et les cartes ou photos aériennes de l'IGN pour la période actuelle (1950 à aujourd'hui).

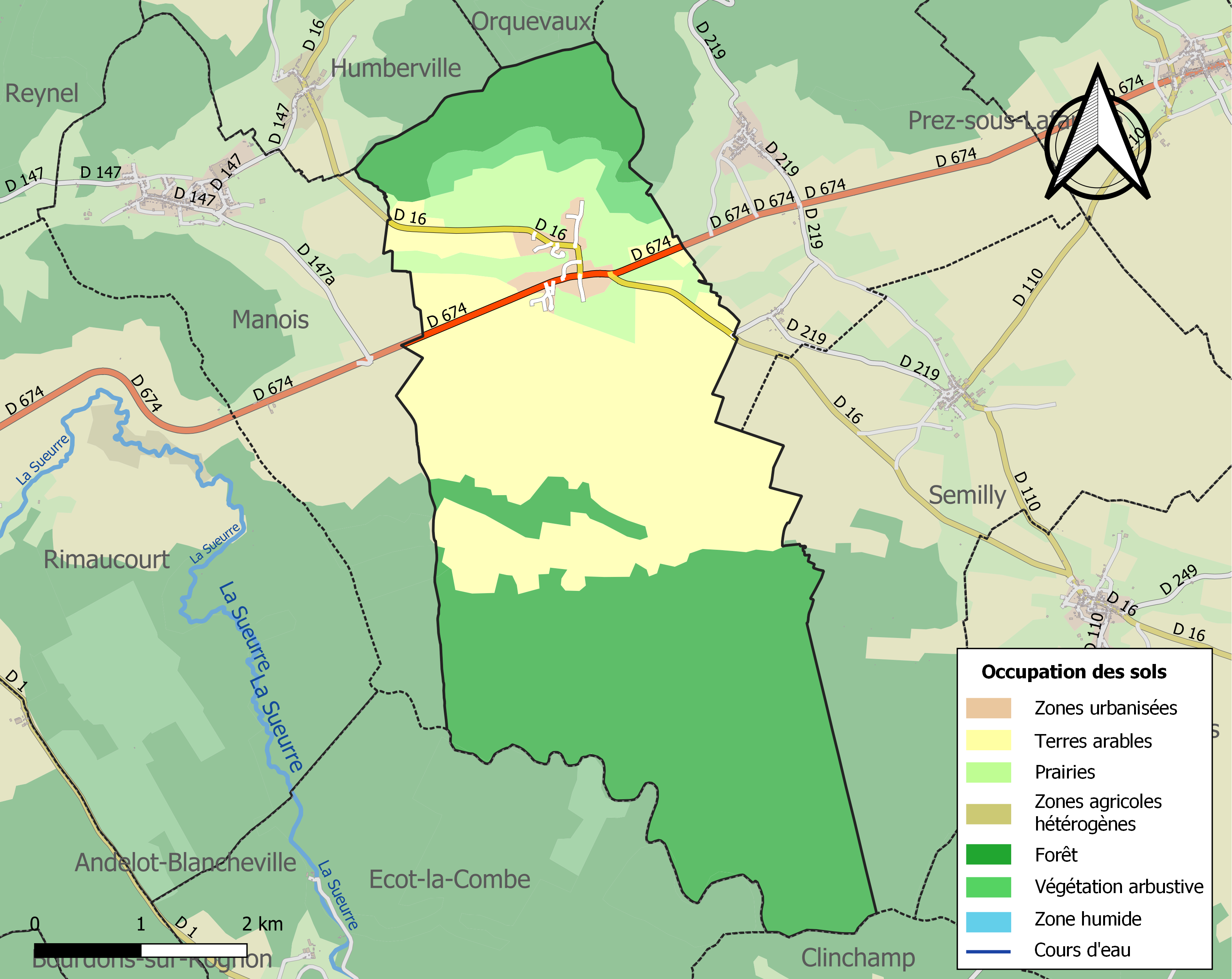
Carte des infrastructures et de l'occupation des sols de la commune en 2018 (CLC).

## Histoire
L'ancienne Britinniaca Curtis était célèbre pour son prieuré bénédictin.

#### Pyramide des âges

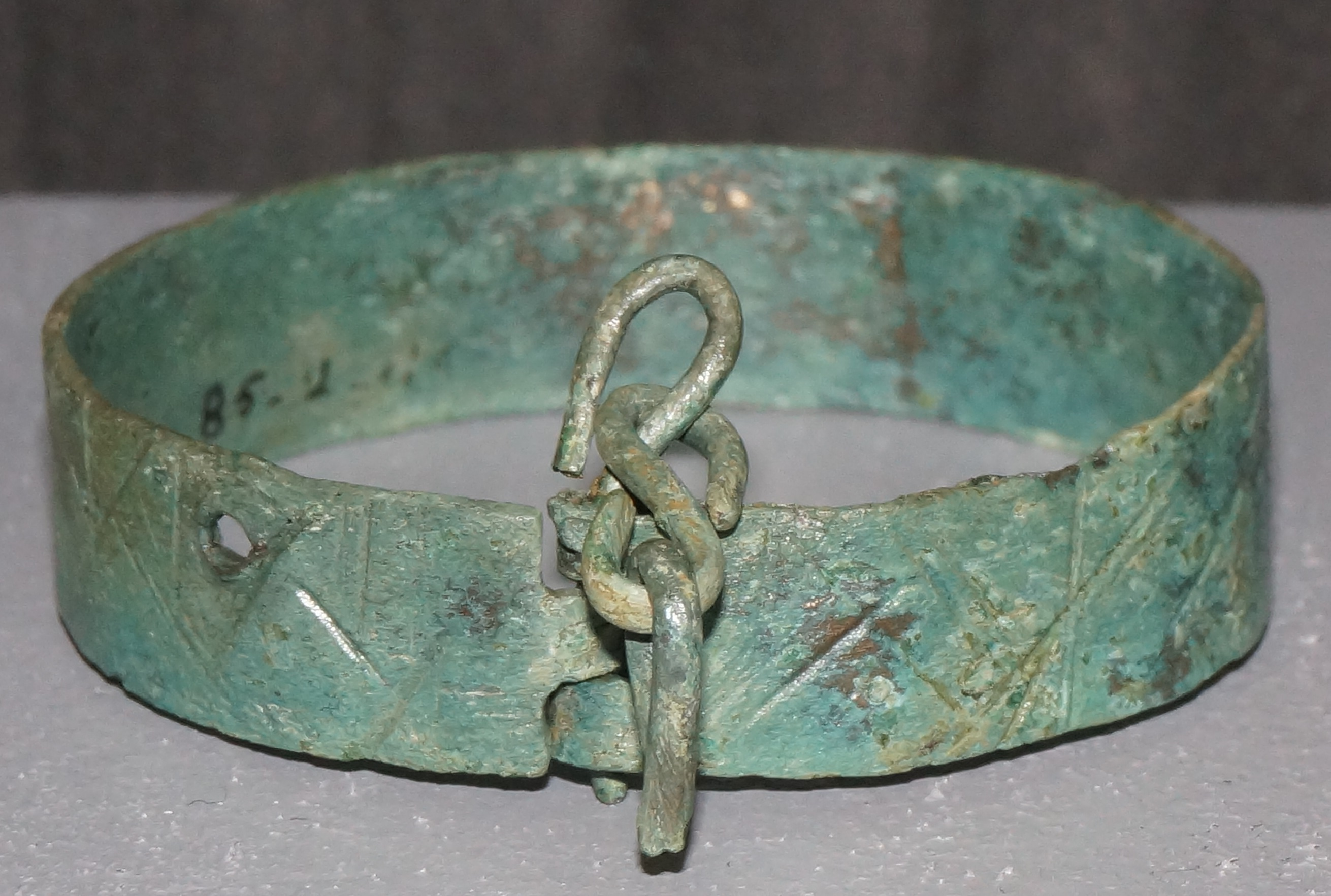
Bracelet gaulois trouvé à Saint-Blin, Musée municipal de Saint-Dizier.

## Politique et administration

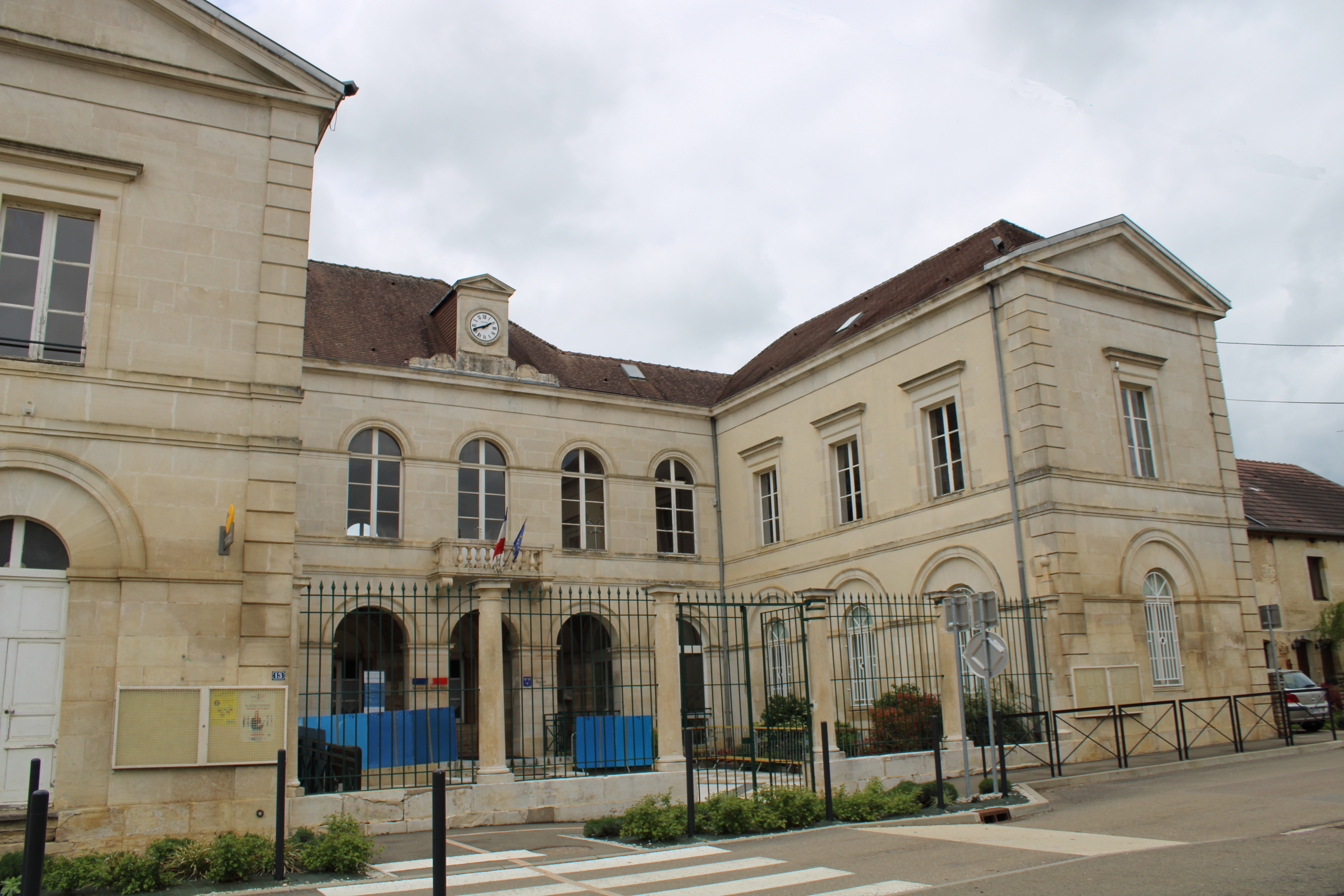
La mairie.

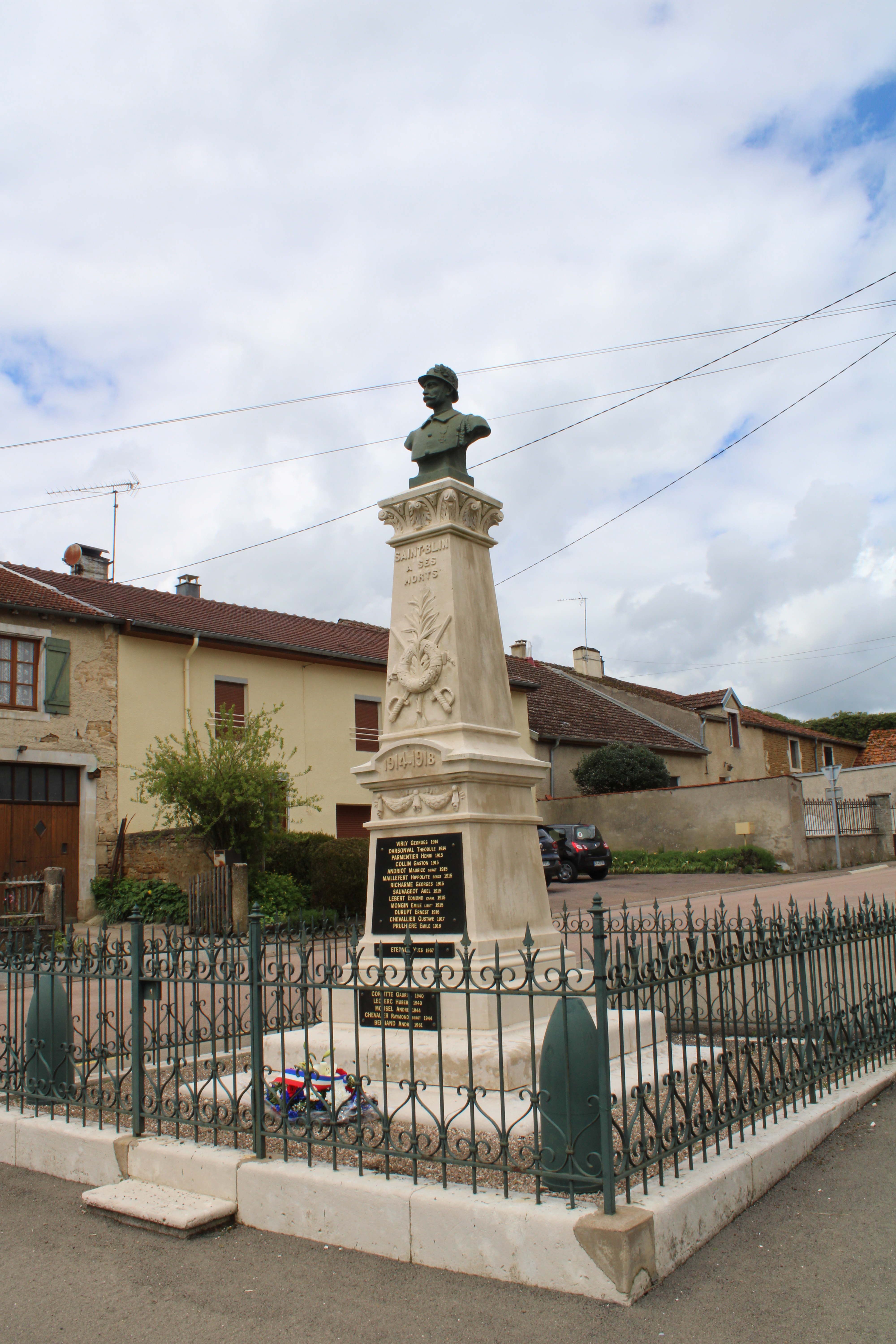
Le monument aux morts.

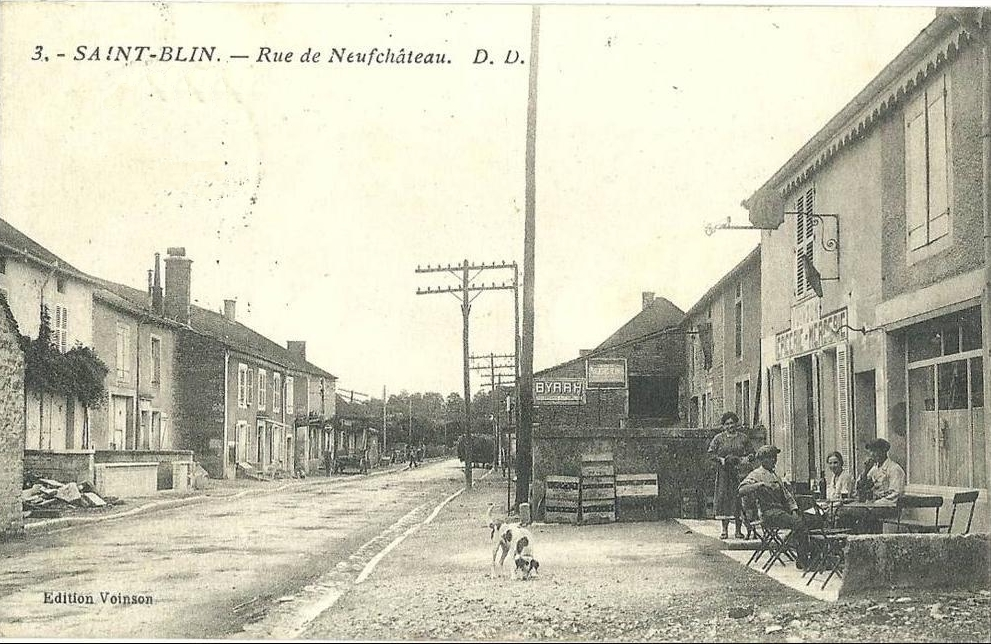
Carte postale du village vers 1925.

| Période                                  | Période  | Identité       | Étiquette | Qualité                                                                        |
| ---------------------------------------- | -------- | -------------- | --------- | ------------------------------------------------------------------------------ |
| 1935                                     | 1950     | Emile Faipoux  |           |                                                                                |
| 1950                                     | 1959     | Louis Gailly   |           |                                                                                |
| 1959                                     | 1965     | Bernard Collin |           |                                                                                |
| 1965                                     | 1971     | René André     |           |                                                                                |
| 1971                                     | 1995     | Andrée Collin  |           |                                                                                |
| 1995                                     | 1996     | Michel Cailac  |           |                                                                                |
| 1996                                     | 2001     | Bruno Sido     | RPR       | Conseiller général, Sénateur depuis 2001                                       |
| mars 2001                                | En cours | Bernard Guy    | DVD       | Retraité de la Fonction publique Ancien Président de la Communauté de Communes |
| Les données manquantes sont à compléter. |          |                |           |                                                                                |

## Population et société

### Démographie

#### Évolution démographique
L'évolution du nombre d'habitants est connue à travers les recensements de la population effectués dans la commune depuis 1793. Pour les communes de moins de 10 000 habitants, une enquête de recensement portant sur toute la population est réalisée tous les cinq ans, les populations de référence des années intermédiaires étant quant à elles estimées par interpolation ou extrapolation. Pour la commune, le premier recensement exhaustif entrant dans le cadre du nouveau dispositif a été réalisé en 2004.

En 2022, la commune comptait 335 habitants, en évolution de −15,19 % par rapport à 2016 (Haute-Marne : −4,62 %, France hors Mayotte : +2,11 %).
| 1793 | 1800 | 1806 | 1821 | 1831 | 1836 | 1841 | 1846 | 1851 |
| ---- | ---- | ---- | ---- | ---- | ---- | ---- | ---- | ---- |
| 425  | 486  | 460  | 468  | 492  | 520  | 523  | 567  | 603  |

| 1856 | 1861 | 1866 | 1872 | 1876 | 1881 | 1886 | 1891 | 1896 |
| ---- | ---- | ---- | ---- | ---- | ---- | ---- | ---- | ---- |
| 602  | 597  | 611  | 568  | 596  | 595  | 615  | 557  | 502  |

| 1901 | 1906 | 1911 | 1921 | 1926 | 1931 | 1936 | 1946 | 1954 |
| ---- | ---- | ---- | ---- | ---- | ---- | ---- | ---- | ---- |
| 459  | 446  | 534  | 395  | 373  | 339  | 370  | 331  | 352  |

| 1962 | 1968 | 1975 | 1982 | 1990 | 1999 | 2004 | 2006 | 2009 |
| ---- | ---- | ---- | ---- | ---- | ---- | ---- | ---- | ---- |
| 347  | 369  | 500  | 515  | 500  | 388  | 381  | 380  | 353  |

| 2014 | 2019 | 2022 | - | - | - | - | - | - |
| ---- | ---- | ---- | - | - | - | - | - | - |
| 392  | 352  | 335  | - | - | - | - | - | - |

## Culture locale et patrimoine

### Lieux et monuments

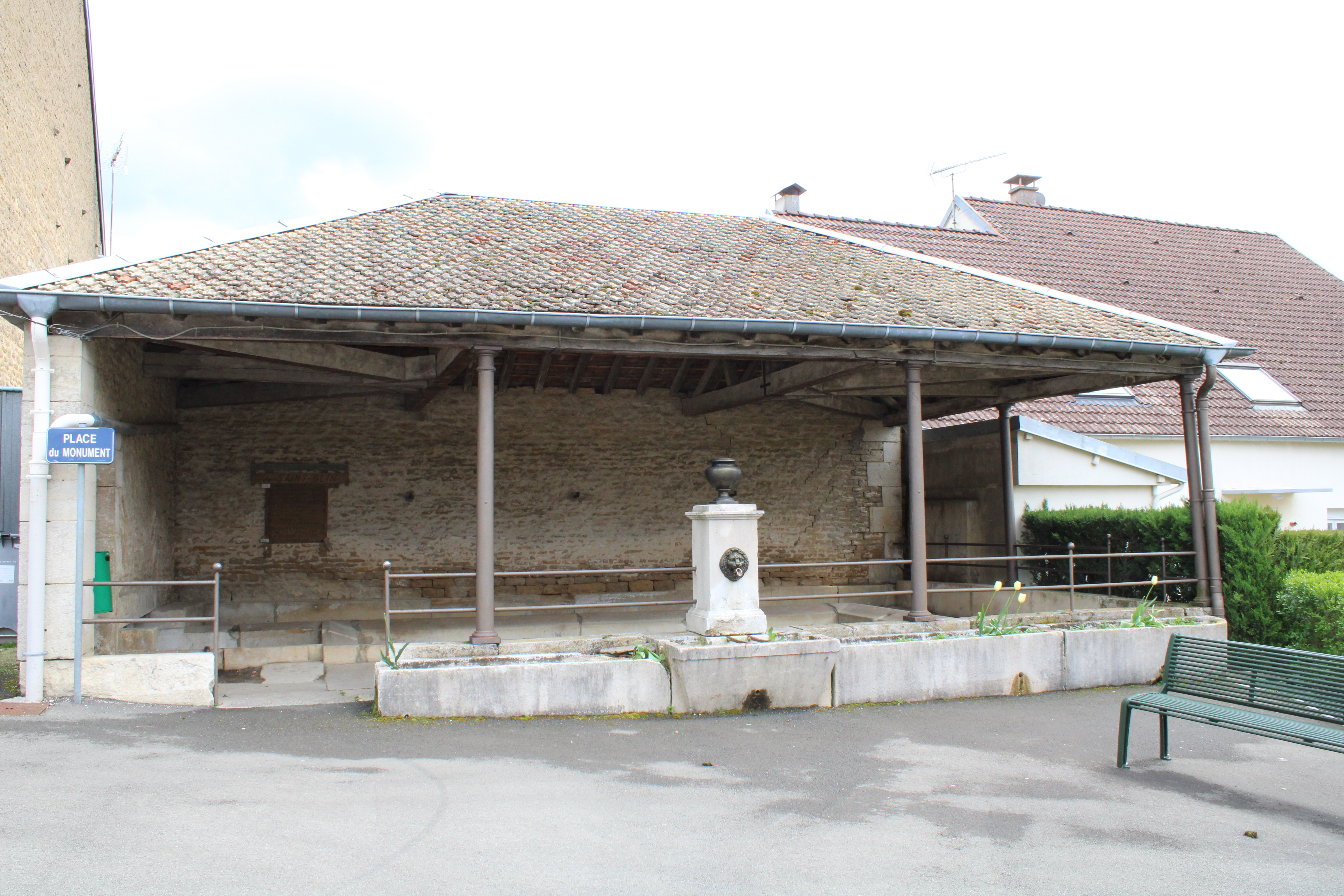
Le lavoir.
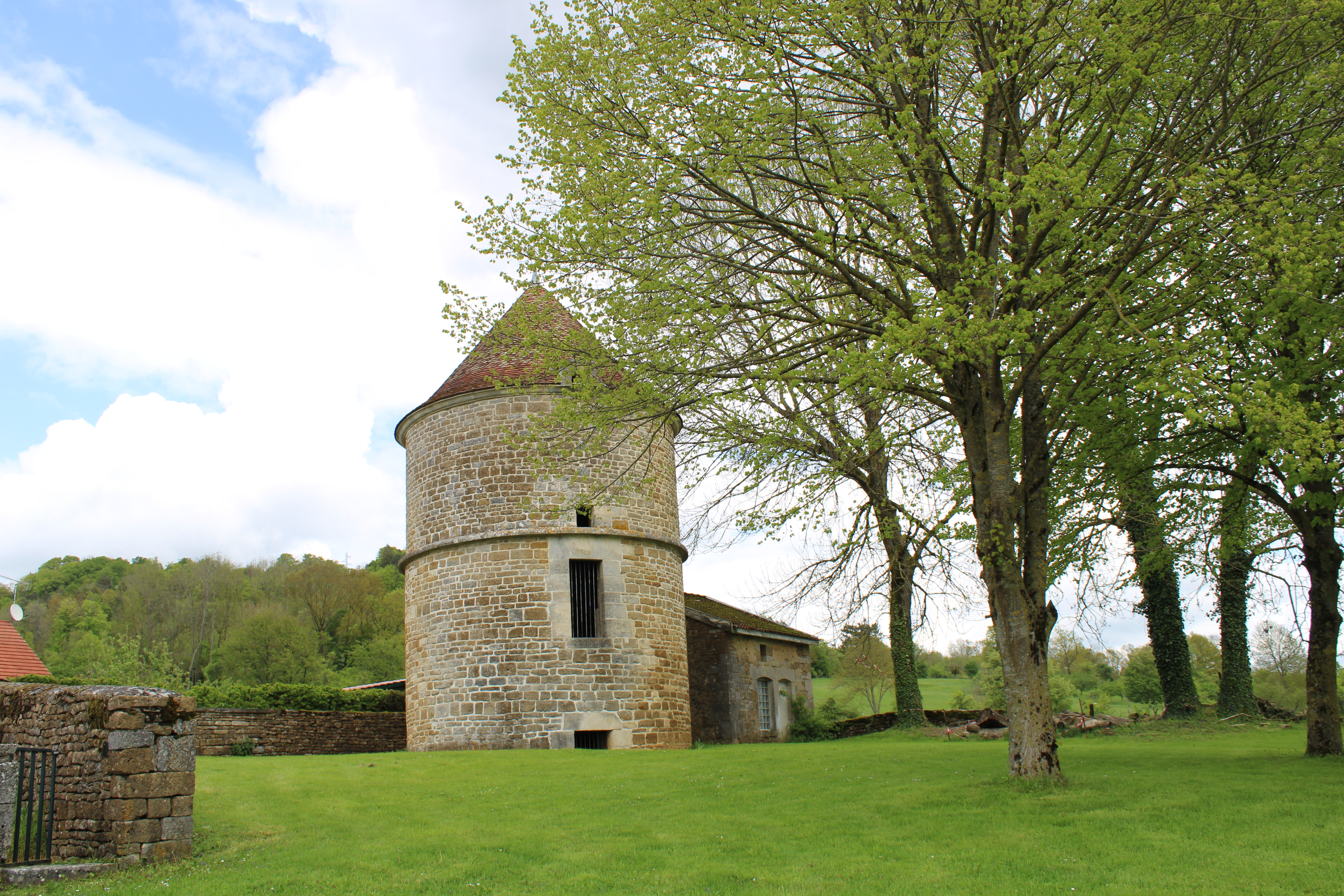
Vieille tour près de l'église.
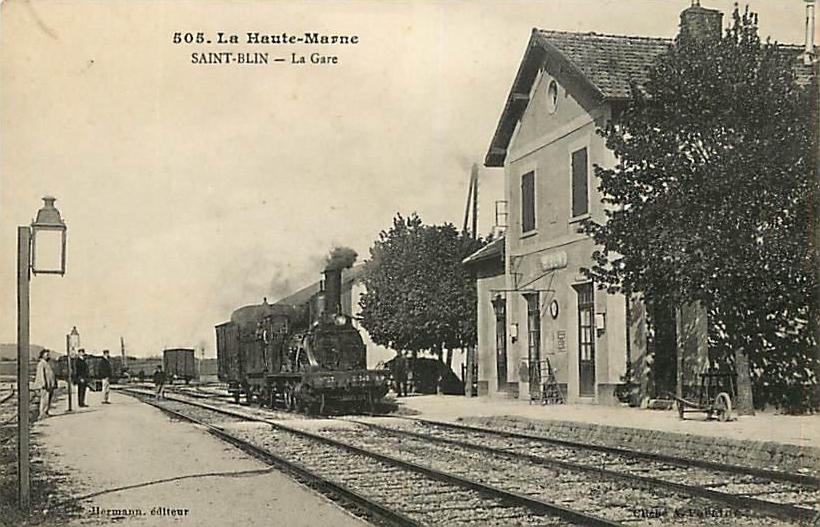
L'ancienne gare de la ligne Chaumont - Épinal vers 1910.

### Personnalités liées à la commune
Le célèbre Saint-Blin aurait accompli des miracles dans cette commune ou les environs en permettant notamment à certains fidèles d'un âge avancé de retrouver leur vigueur d'antan. Occasionnant ainsi un repeuplement soudain, bien qu'éphémère, de la région.

### Héraldique
| Blason de Saint-Blin | Blason  | D'azur à trois rencontres de bélier d'argent accornés d'or.                                                                                               |
| Blason de Saint-Blin | Détails | Inspiré des armes de la famille de Saint-Belin, qui portait des têtes (et non des rencontres) de bélier. Le statut officiel du blason reste à déterminer. |